# Peter Strömblad
Peter Strömblad, född 31 oktober 1782 i Rogslösa socken, död 23 april 1819 i Göteborg, var en svensk orgelbyggare och organist i Göteborg. Son till orgelbyggaren och organisten Lars Strömblad, där han lärde sig grunderna i orgelbyggeri. Johan Nikolaus Söderling lärde sig troligtvis orgelbyggeri av Strömblad.

## Biografi
Var organist i Majorna, Göteborg.

### Familj
- Sophia Magdalena, född 1791.
  - Carl Johan Ludvig Strömblad, född 12 mars 1816.
  - Petronella Sophia Strömblad, född 1818.

## Orglar
Har varit verksam som reparatör till en del orgelverk.